# Megagonoscena gallicola
Megagonoscena gallicola är en insektsart som beskrevs av Burckhardt och Lauterer 1989. Megagonoscena gallicola ingår i släktet Megagonoscena och familjen rundbladloppor. Inga underarter finns listade i Catalogue of Life.